# Distichocera maculicollis
Distichocera maculicollis là một loài bọ cánh cứng trong họ Cerambycidae.